# 池田菊衛
池田 菊衛（いけだ きくえい、1947年8月31日 - ）は、日本のヴァイオリニスト。

## 人物
神奈川県出身。元イェール大学音楽院教授、シンシナティ大学客員教授、ニューヨーク大学講師、洗足学園大学客員教授。現在、桐朋学園大学特任教授、サントリー室内楽アカデミーファカルティ、メドゥマウント・スクール・オブ・ミュージック（米国NY州）講師。2013年外務大臣表彰受賞。

## 経歴
開成中学校・高等学校卒業後、桐朋学園大学に於いてヴァイオリンを鷲見三郎、ジョーゼフ・ギンゴールド、室内楽を斎藤秀雄に師事。
1971年に渡米。給費生としてジュリアード音楽院でドロシー・ディレイとジュリアード弦楽四重奏団に師事。日本音楽コンクール、ワシントン弦楽器コンクール、ポルトガルでのヴェエナ・ダ・モッタ・コンクール等で入賞している。日本在住時に読売日本交響楽団、東京都交響楽団、東京交響楽団とソリストとして共演。1970年に桐朋ストリング・オーケストラのコンサートマスターとしてヨーロッパ公演に参加。
1974年に、名倉淑子が東京クヮルテットを脱退したため、第2ヴァイオリンとして加入。
2011年11月、2013年6月をもって1974年の加入以来演奏を続けてきた東京クヮルテットを引退することを磯村和英と共に発表した。脱退後も音楽活動を続ける予定で、池田は「37年に亘って支え続けて下さった仲間やお客様に心から感謝致します。室内楽は私の喜びであり、これからは演奏活動と後進の指導に残りの人生を捧げられたらと思っています」と語っている。
BGM/RCA、ドイチェ・グラムフォン、コロンビア等から発売された60枚以上の録音は、グラミー賞７回ノミネーションなど欧米各国の音楽賞を受賞する。
今まで使用した楽器は、コーコラン美術館から貸与されたニコロ・アマティ1656年製’ルイ14世’と1672年製の２挺、日本音楽財団より貸与の1680年製ストラディヴァリウス“パガニーニ”。
1971年以来熱烈なニューヨーク・ヤンキースファン。